# Ernő Solymosi
Ernő Solymosi (Diósgyőr, 21 de junho de 1940 - 19 de fevereiro de 2011) foi um futebolista húngaro, que atuava como defensor.

## Carreira
Ernő Solymosi fez parte do elenco da Seleção Húngara de Futebol, na Copa do Mundo de 1962.

## Ligações Externas
- Perfil em Fifa.com (em inglês)